# NOD1
뉴클레오타이드 결합 올리고머화 도메인 함유 단백질 1(Nucleotide-binding oligomerization domain-containing protein 1, NOD1)은 인간에서 NOD1 유전자에 의해 암호화되는 단백질 수용체이다. 세균을 인식하고 면역 반응을 자극한다.
NOD1 단백질은 캐스페이스 모집 도메인(CAspase Recruitment Domain, CARD)을 포함한다. NOD1은 NOD 유사 수용체 단백질 패밀리의 구성원이며 NOD2와 가깝다. NOD1은 식물의 저항성 단백질과 구조가 유사한 세포 내 유형 인식 수용체로, 세균의 펩티도글리칸을 포함한 D-글루타밀-메소-다이아미노피멜산 (iE-DAP) 모이어티를 포함하는 분자를 인식하여 선천 면역 및 후천 면역을 매개한다. Nod1은 두 분자의 CARD를 통해 RIPK2와 상호 작용한다. iE-DAP 함유 분자에 의한 NOD1의 자극은 전사 인자 핵인자 카파비의 활성화를 초래한다.